# Hospital del Amor de Dios
El hospital del Amor de Dios fue un centro médico de la ciudad española de Sevilla.

## Descripción
El hospital, del siglo XV, estaba situado en una calle que ahora lleva ese título. Aparece descrito en la Noticia histórica del origen de los nombres de las calles de esta ciudad de Sevilla (1839) de Félix González de León con las siguientes palabras:

[...] fué uno de los que destinaron el año de 1587, para que en él se reuniesen los hospitales pequeños, de que habia en Sevilla gran número que la mayor parte no podia sostenerse. Se hizo esta reunion ó reduccion, á instancias del cardenal arzobispo D. Rodrigo de Castro, en el citado año, en el cual en virtud de bulas pontificias se redujeron setenta y seis hospitales, de los que pasaron á este las rentas, dotaciones y efectos de los treinta y ocho, número mitad de los suprimidos; destinandolo para curar en él toda clase de calenturas. El edificio (que entonces se amplió) era grande y diáfano, con dilatadas cuadras, suficientes á muy gran número de enfermos, preparadas para invierno y verano. La iglesia es pequeña, y en ella se hacen todas las noches del año á las oraciones los ejercicios que llaman de la Madre Antigua, cuya devocion y congregacion tuvo principio el citado año de 1587. Este hospital exístió hasta el año pasado de 1837, que la junta de beneficencia, hizo la reunion general de todos los hospitales en el grande de la Sangre. Desde entonces está sirviendo este edificio á varios usos.
(González de León, 1839, p. 170)